# برنامج بوران
برنامج بوران «عاصفة الثلج»، والمعروف أيضًا «برنامج المركبة المدارية الفضائية» (مركبة الفضاء الجوية)، هو مشروع مركبة فضائية قابلة لإعادة الاستخدام سوفييتية ولاحقًا روسية، بدأ هذا المشروع في المعهد المركزي للهيدرو أيرو ديناميكا في موسكو عام 1974، وجرى تعليقه رسميًا في عام 1993. بالإضافة إلى أنه عُرف بمشروع المركبة الفضائية القابلة لإعادة الاستخدام الروسي/السوفييتي، سُمّي بوران أيضًا بالمركبة المدارية كي1، التي أنهت رحلة غير مأهولة في عام 1988، وكانت المركبة الفضائية السوفييتية الوحيدة القابلة لإعادة الاستخدام التي أُطلقت إلى الفضاء. استخدمت المركبات المدارية من طراز بوران صاروخ إنرجيا المستهلك بمثابة مركبة إطلاق. اعتُبر بوران المكافئ السوفييتي للمكوك الفضائي الأمريكي، لكن في مشروع بوران، يمكن نظريًا إعادة استخدام المركبة المدارية التي تأخذ شكل طائرة فقط.
بدأ الاتحاد السوفييتي برنامج بوران في رد على برنامج مكوك الفضاء الأمريكي. كان المشروع الأضخم والأكثر تكلفة في تاريخ الاستكشاف الفضائي السوفييتي. تضمنت أعمال التطوير إرسال مركبات اختبار من نوع بور-5 في رحلات تجريبية دون مدارية متعددة، والقيام برحلات في الغلاف الجوي للنموذج الأولي الأيروديناميكي أو كا- جي آل إي. أكمل بوران رحلة فضائية مدارية غير مأهولة في عام 1988، وجرى استرداده بعد ذلك بنجاح. على الرغم من تشابه طراز بوران في المظهر مع المركبة المدارية المكوكية الفضائية التابعة لناسا، وإمكانية تصرفها مثل طائرة فضائية أثناء إعادة الدخول إلى الغلاف الجوي، إلّا أنّ تصميمها الداخلي والوظيفي كان مميزًا. على سبيل المثال، كانت المحركات الأساسية أثناء الإطلاق موجودة على صاروخ إنرجيا، ولم تأخذها المركبة المدارية معها إلى داخل المدار. تتشابه المحركات الصاروخية الأصغر على جسم المركبة، والتي تزود بالدفع في المدار، وفي الاشتعال المساعد على الخروج من المدار، فهي مشابهة لحجرتي نظام المناورة المداري الخاص بالمكوك الفضائي.

## مدخل

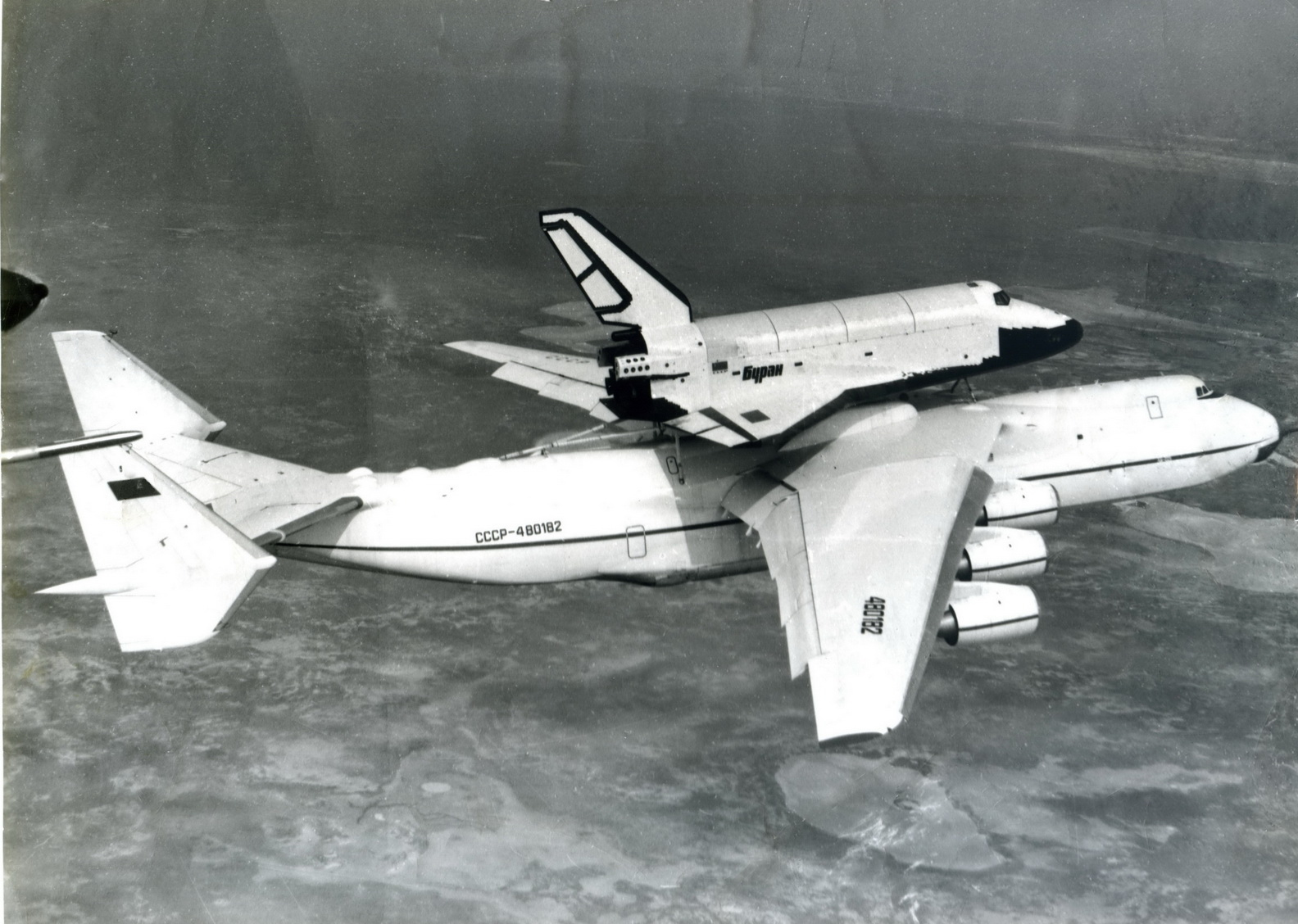
المكوك بوران محمولًا على ظهر الطائرة أنتونوف أن-225

طُوّر برنامج المركبة المدارية بوران ردًّا على برنامج مكوك الفضائي الأمريكي، الذي أثار مخاوفًا كبيرة بين صفوف الجيش السوفييتي، وبشكل خاص وزير الدفاع دميتري أوستينوف. يروي الأكاديمي بوريس شيرتوك، المؤرخ الرسمي لبرامج الفضاء السوفييتية والروسية في وقت لاحق، كيفية ظهور هذا البرنامج. وفقًا لشيرتوك، ارتاب الجيش السوفييتي بعد أن طوّرت الولايات المتحدة برنامج المكوك الفضائي من أن تستخدمه في أغراض عسكرية، بسبب حمولته الضخمة، والتي تساوي عدة أضعاف حمولات مركبات الإطلاق الأمريكية السابقة. طلبت الحكومة السوفييتية رأي خبير من مركز تي إس إن آي آي ماش (المعهد المركزي لصناعة الآلات، والذي يلعب دورًا رئيسيًا في التحليل الدفاعي). ذكر الفريق يوري موسخرين أنه بحلول «عام 1965 تقريبًا» عندما امتلك الاتحاد السوفييتي «لونغ آرم» (الصاروخ البالستي العابر للقارات) لم يتوقع السوفييت الحرب «واعتقدوا أنها لن تقع». ذكر موسخرين بصفته مديرًا للمعهد أنّ المعهد لم يستطع لمدة طويلة تصوّر حمولة مدنية كبيرة بما يكفي لتتطلب مركبة بهذه السعة.

رسميًا، صُممت مركبة بوران المدارية لنقل المركبات الفضائية، ورواد الفضاء، والإمدادات إلى المدار، ومن ثم العودة إلى الأرض. أشار كل من شيرتوك وغليب لوزينو لوزينسكي (كبير مصممي مصنع أر كي كي إنرجيا) أنّ البرنامج كان ذو طبيعة عسكرية منذ البداية، لكن بقيت القدرات العسكرية الدقيقة، أو القدرات المُعد لها برنامج بوران سرية. أكّد رائد الفضاء الروسي أوليغ كوتوف توقعاتهم عندما علّق على إيقاف البرنامج في مقابلته المنشورة في مجلة نيو ساينتيست كالتالي: 
لم يكن لدينا مهام مدنية بالنسبة لبوران، ولم يعد هنالك حاجة للمهام العسكرية. صُمم من البداية ليكون نظامًا عسكريًّا لنقل الأسلحة، وربما حتى الأسلحة النووية. كان هنالك استخدامات عسكرية للمكوك الأمريكي أيضًا.
وكما نظيرتها الأمريكية، نُقلت مركبة بوران المدارية من مواقع هبوطها إلى مجمعات الإطلاق على متن طائرة نفاثة كبيرة، وهي طائرة النقل أنتونوف أن-255 مريا، التي صُممت جزئيًا لهذه المهمة، وما تزال أكبر طائرة في العالم قامت بالتحليق عدة مرات. وقبل أن تكون مريا جاهزة (بعد أن حلّقت بوران)، قامت مايزيشيف في إم-تي أتلانت بنفس الدور، وهي البديل عن القاذفة السوفييتية مايزيشيف إم-4 مولوت (المطرقة) (رمز الناتو: بايسون).

## تاريخ برنامج بوران

### خلفية
تعود جذور برنامج المركبة الفضائية السوفييتية القابلة لإعادة الاستخدام إلى البدايات المبكرة لعصر الفضاء، في نهايات خمسينيات القرن العشرين. إنّ فكرة الطيران الفضائي السوفييتي الممكن إعادة استخدامه قديمة جدًا، على الرغم من أنها لم تكن مستمرة، ولا منظمة بشكل ثابت. لم يصل أي مشروع برنامج قبل بوران إلى مرحلة الإنتاج.
شهدت الفكرة تكرارها الأول في المركبة النفاثة ذات الارتفاعات العالية بيريا، التي وصلت إلى مرحلة النموذج الأولي. جرت عدة رحلات تجريبية معروفة قبل أن تقوم اللجنة المركزية الشيوعية بإلغائها. كان هدف بيريا توصيل حمولة نووية، ومن المفترض إلى الولايات المتحدة، ومن ثم العودة إلى القاعدة. استند الإلغاء إلى قرار نهائي في تطوير صواريخ بالستية عابرة للقارات. كان التكرار الثاني للفكرة في زفيزدا منذ بدايات الستينيات من القرن العشرين، والتي وصلت أيضًا إلى مرحلة النموذج الأولي. بعد عدة عقود، استُخدم مشروع آخر يحمل نفس الاسم بمثابة وحدة خدمة لمحطة الفضاء الولية. كان هنالك بعد زفيزدا فجوة في مشاريع المركبات القابلة لإعادة الاستخدام حتى برنامج بوران.

### تطوير البرنامج
بدأ تطوير بوران في بدايات السبعينيات من القرن العشرين بمثابة رد على برنامج مكوك الفضاء الأمريكي. كان المسؤولون السوفييت قلقين بشأن التهديد العسكري الملموس الذي يثيره مكوك الفضاء الأمريكي. برأيهم، كانت سعة المكوك البالغة ثلاثين طنًا من الحمولة التي يمكنه نقلها إلى المدار، والأكثر أهمية، سعة العودة التي تبلغ 15 طن من الحمولة، دلالة واضحة أنّ واحدًا من أهدافه الأساسية هو وضع الأسلحة الليزرية التجريبية فائقة الكتلة في المدار، وهذا ما يمكنه تدمير صواريخ الأعداء من مسافة عدة آلاف من الكيلومترات. وكان السبب في تفكيرهم بهذا الشكل أنّ مثل هذه الأسلحة لا يُمكن أن تُختبر بشكل فعال إلّا في ظروف فضائية فعلية، ومن الضروري لأجل تقليل وقت التطوير وتوفير التكاليف إعادتها إلى الأرض بانتظام لإجراء تعديلات وضبط دقيق. والسبب الآخر لقلق المسؤولين الروس هو إمكانية تحليق المكوك الفضائي في الغلاف الجوي فجأة، وإلقاء القنابل على موسكو.
عارض المهندسون السوفييت في البداية تصميم مركبة فضائية تبدو مطابقة للمكوك ظاهريًا، لكن أظهر اختبار نفق الرياح اللاحق أنّ تصميم ناسا كان مثاليًا بالفعل. على الرغم من اقتراح اتحاد مولنيا للإنتاج العلمي (المتوقف قبل 13 عامًا) تصميم البرنامج بشكل حلزوني، لكنه رُفض بسبب اختلافه كليًا عن تصميم المكوك الأمريكي. في حين قام إن بّي أو مولنيا بعملية التطوير بإشراف غليب لوزينو لوزينسكي، كُلِّفت اللجنة العسكرية الصناعية للاتحاد السوفييتي، أو «في بّي كي» بجمع كل البيانات التي تستطيع حول مكوك الفضاء الأمريكي. استطاعت في بّي كي تحت رعاية الكي جي بي جمع الوثائق حول تصاميم هيكل المكوك الأمريكي، وبرمجيات تحليل التصميم، والمواد، وأنظمة كومبيوتر الطيران، وأنظمة الدفع. استهدفت الكي جي بي العديد من وثائق وقواعد بيانات مشاريع البحث الجامعية، بما في ذلك معهد كاليفورنيا للتقنية، ومعهد ماساتشوستس للتقنية، وبرينستون، وستانفورد، وغيرها. كانت طرق الحصول على البيانات أكثر سهولة، لأنّ تطوير المكوك الأمريكي لم يكن سريًا.